# Claudia Busch
Claudia Busch (* 1974 in Bielefeld) ist eine deutsche Diplomatin. Sie ist seit August 2024 Botschafterin in Armenien und leitet als solche die Botschaft Eriwan.

## Laufbahn
Busch nahm von 1993 bis 1996 in der Aus- und Fortbildungsstätte des Auswärtigen Amts in Bonn-Ippendorf an der Ausbildung zum gehobenen Dienst teil. Im Rahmen ihrer Ausbildung und auf dem ersten Auslandsposten war sie bis 2005 als Sachbearbeiterin in den Botschaften Belgrad/Serbien und Athen/Griechenland sowie von 2005 bis 2009 in der Personalabteilung des Auswärtigen Amts in Berlin eingesetzt.
Im Zuge eines Aufstiegsverfahrens wechselte Busch im Jahr 2009 in den höheren auswärtigen Dienst und absolvierte bis 2010 entsprechend die Attachéausbildung. Ihre erste Tätigkeit als Referentin führte sie 2010 mit Zuständigkeit für Presse, Öffentlichkeitsarbeit und kulturelle Angelegenheiten an die Botschaft Sarajewo/Bosnien und Herzegowina, wo sie bis zum Jahr 2012 blieb.
Von 2012 bis 2016 war sie im Vertretungsbüro Ramallah/Palästina Referentin für Kultur, Politik und Menschenrechte. Zurück in der Zentrale des Auswärtigen Amts fungierte sie von 2016 bis 2018 als Referentin mit Zuständigkeit für die EU-Erweiterung des Westlichen Balkans. Es folgte eine Abordnung in den Geschäftsbereich des BMZ, wo sie von 2018 bis 2020 im Rahmen der Entwicklungszusammenarbeit an der Deutschen Auslandsschule „Schmidt-Schule“ in Ost-Jerusalem tätig war.
Nach einem kurzen Einsatz im Bereich des Managements der Personalbezahlung im Auswärtigen Amt wurde sie von 2021 bis 2024 als stellvertretende Referatsleiterin mit der Zuständigkeit für Kultur-, Gesellschafts- und Medienbeziehungen mit Europa, USA, Kanada, Südkaukasus und Zentralasien betraut.
Sie ist seit Juli 2024 Botschafterin in Armenien und leitet als solche die Botschaft Eriwan.